# Woodford
Woodford est un village et une paroisse civile dans le Northamptonshire en Angleterre.
La partie Est longe la rivière côtière Nene.

## Démographie
D'après le recensement de 2001, la paroisse civile compte 1 290 habitants.